# Comuna Cămărzana, Satu Mare
Cămărzana (în maghiară Komorzán) este o comună în județul Satu Mare, Transilvania, România, formată numai din satul de reședință cu același nume.

## Demografie
Componența etnică a comunei Cămărzana
     Români (96,95%)
     Alte etnii (3,05%)
Componența confesională a comunei Cămărzana
     Ortodocși (80,31%)
     Greco-catolici (7,2%)
     Penticostali (7,11%)
     Martori ai lui Iehova (1,31%)
     Alte religii (0,93%)
     Necunoscută (3,13%)
Conform recensământului efectuat în 2021, populația comunei Cămărzana se ridică la 2.362 de locuitori, în creștere față de recensământul anterior din 2011, când fuseseră înregistrați 2.355 de locuitori. Majoritatea locuitorilor sunt români (96,95%). Din punct de vedere confesional, majoritatea locuitorilor sunt ortodocși (80,31%), cu minorități de greco-catolici (7,2%), penticostali (7,11%) și martori ai lui Iehova (1,31%), iar pentru 3,13% nu se cunoaște apartenența confesională.

## Politică și administrație
Comuna Cămărzana este administrată de un primar și un consiliu local compus din 11 consilieri. Primarul, Florin-Dumitru Ionici[*], de la Partidul Național Liberal, este în funcție din 2016. Începând cu alegerile locale din 2024, consiliul local are următoarea componență pe partide politice:
|  | Partid                          | Consilieri | Componența Consiliului | Componența Consiliului | Componența Consiliului | Componența Consiliului | Componența Consiliului |
|  | ------------------------------- | ---------- | ---------------------- | ---------------------- | ---------------------- | ---------------------- | ---------------------- |
|  | Partidul Național Liberal       | 5          |                        |                        |                        |                        |                        |
|  | Forța Dreptei                   | 3          |                        |                        |                        |                        |                        |
|  | Partidul Social Democrat        | 2          |                        |                        |                        |                        |                        |
|  | Alianța pentru Unirea Românilor | 1          |                        |                        |                        |                        |                        |